# Veronica Sirețeanu
Veronica Vragaleva-Sirețeanu (ur. 4 listopada 1985 w Kiszyniowie) – mołdawska ekonomistka i urzędniczka państwowa, od 2023 minister finansów.

## Życiorys
W 2008 ukończyła studia o specjalności podatkowej na Akademii Studiów Ekonomicznych w Kiszyniowie, a w 2010 studia z prawa konstytucyjnego i administracyjnego w Akademii Administracji Publicznej w Kiszyniowie. Pracowała jako badaczka w Mołdawskiej Akademii Nauk i jako wykładowczyni macierzystej uczelni, odbywała także staże zagraniczne. W 2019 obroniła doktorat nauk ekonomicznych w instytucie ekonomicznym Mołdawskiej Akademii Nauk. Od 2007 pracowała w krajowej inspekcji podatkowej, gdzie doszła do stanowiska szefa departamentu podatków bezpośrednich i międzynarodowych oraz honorowego stopnia oficera. Od 2016 do 2017 wiceminister, a od 2017 do 2019 sekretarz stanu w resorcie finansów. Następnie podjęła pracę w amerykańskiej izbie handlowej w Mołdawii, gdzie doszła do stanowiska wicedyrektor ds. politycznych, została także pracownikiem organizacji FINEDU. W lutym 2023 została ministrem finansów w rządzie Dorina Receana (jako bezpartyjna).